# 토요타 알테자

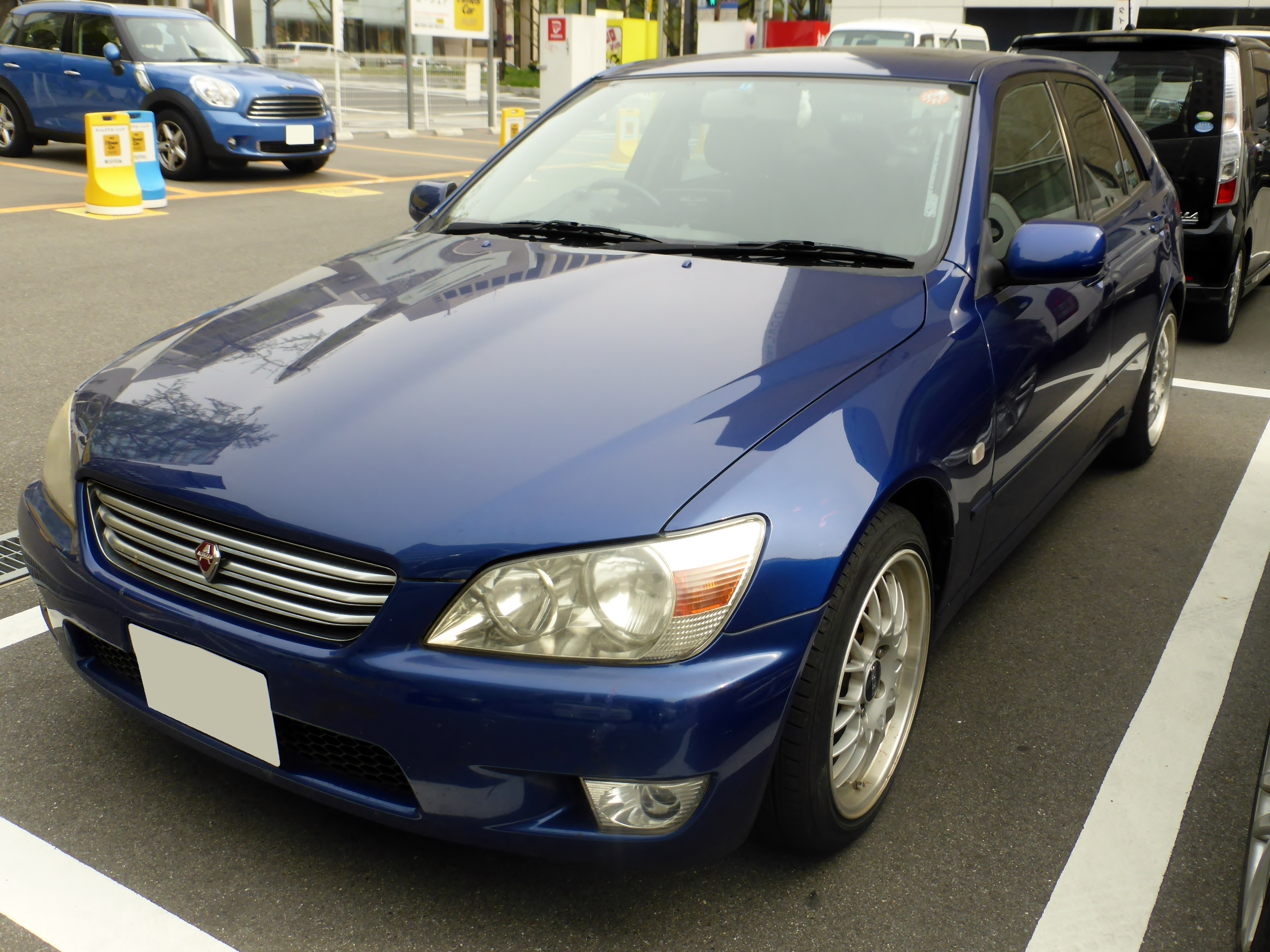
토요타 알테자 정측면

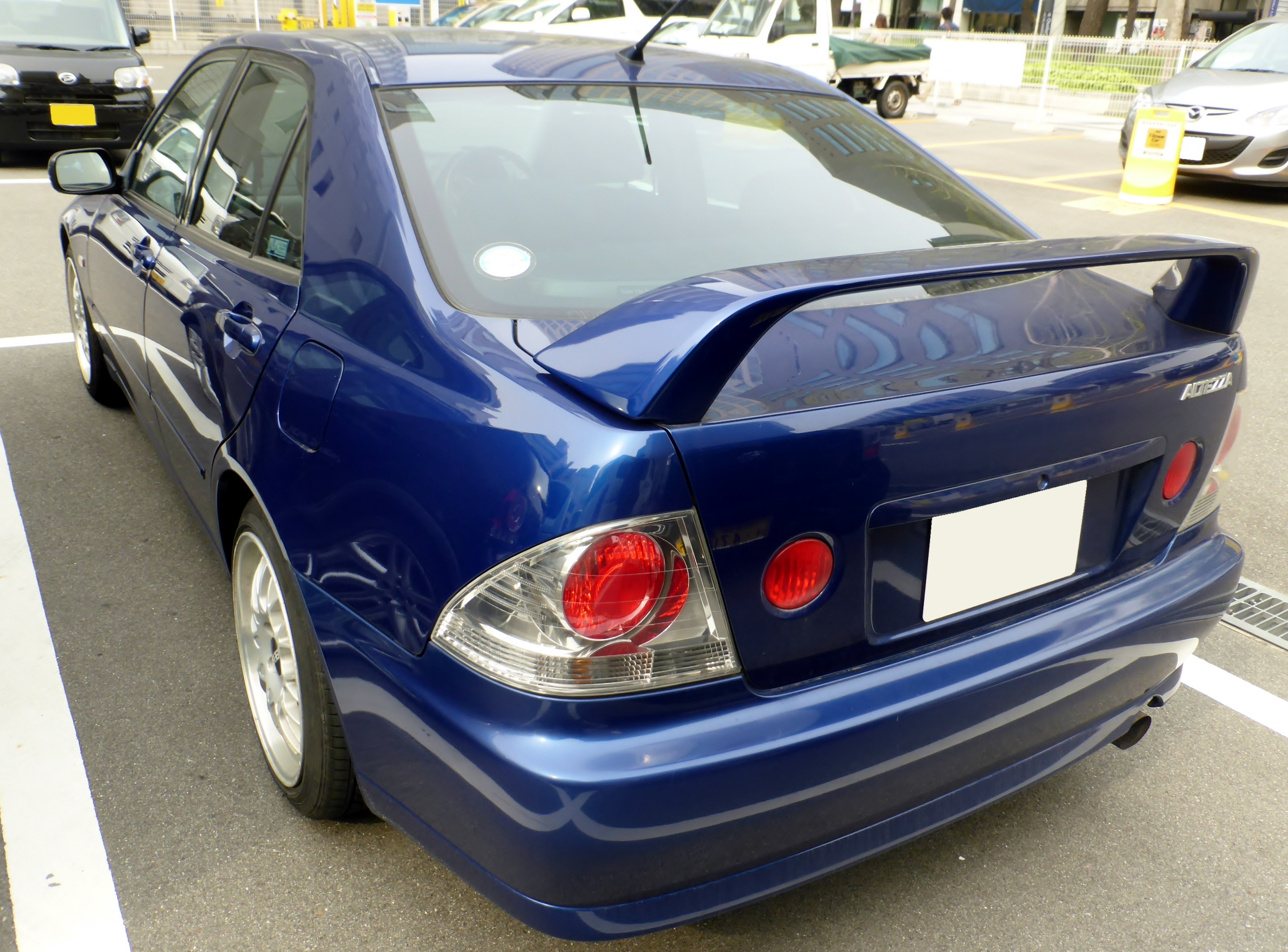
토요타 알테자 후측면

토요타 알테자(Toyota Altezza)는 일본의 토요타 자동차에서 생산한 승용차이다. 원래는 후륜구동 방식의 컴팩트 세단으로 개발되었으나, 같은 시기에 개발 도중에 있던 다른 스포츠 세단과 통합되어 렉서스의 판매 전략에 있어서 유럽의 C 세그먼트 차량(BMW 3 시리즈, 메르세데스-벤츠 C 클래스 등)과의 경쟁 차종 역할도 담당하게 되었다. 이를 통하여 스포츠 세단과 프리미엄 세단 등 양쪽 모두의 역할의 요구에 따라 개발되었다. 일본과 유럽의 안전 기준을 통과할 수 있게 설계된 차체가 적용되었다. 그 때문에 고출력의 엔진을 가지나, 컴팩트 세단으로서는 중량이 무거워졌다. 4도어 세단 외에 5도어 해치백인 알테자 지타도 있었으며, 일본 내에서는 2,000cc 엔진만 탑재되었다. 렉서스가 2005년에 일본에서 런칭되기 전까지 렉서스 IS의 일본 내수명으로 알려져 있고, 렉서스 1세대 IS와 동일 차종이다. 렉서스 2세대 IS는 일본에서도 렉서스의 런칭에 따라 더 이상 알테자가 아닌 렉서스 IS로 판매되어 2005년에 알테자는 단종되었다. 만화 이니셜 D에서 아키야마 노부히코가 TRD 튜닝킷이 장착된 RS200 트림을 타고 있다.

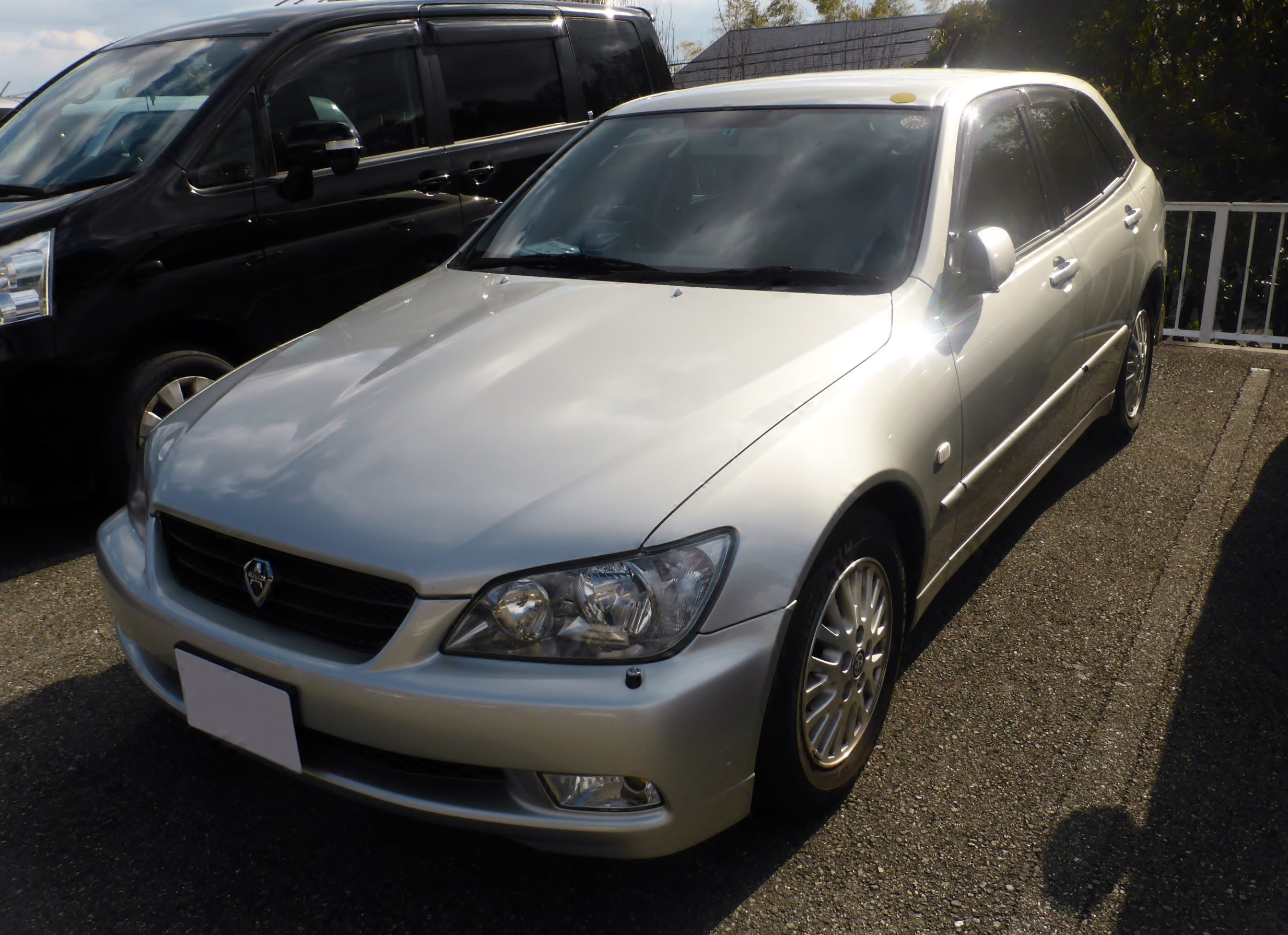
토요타 알테자 지타 정측면
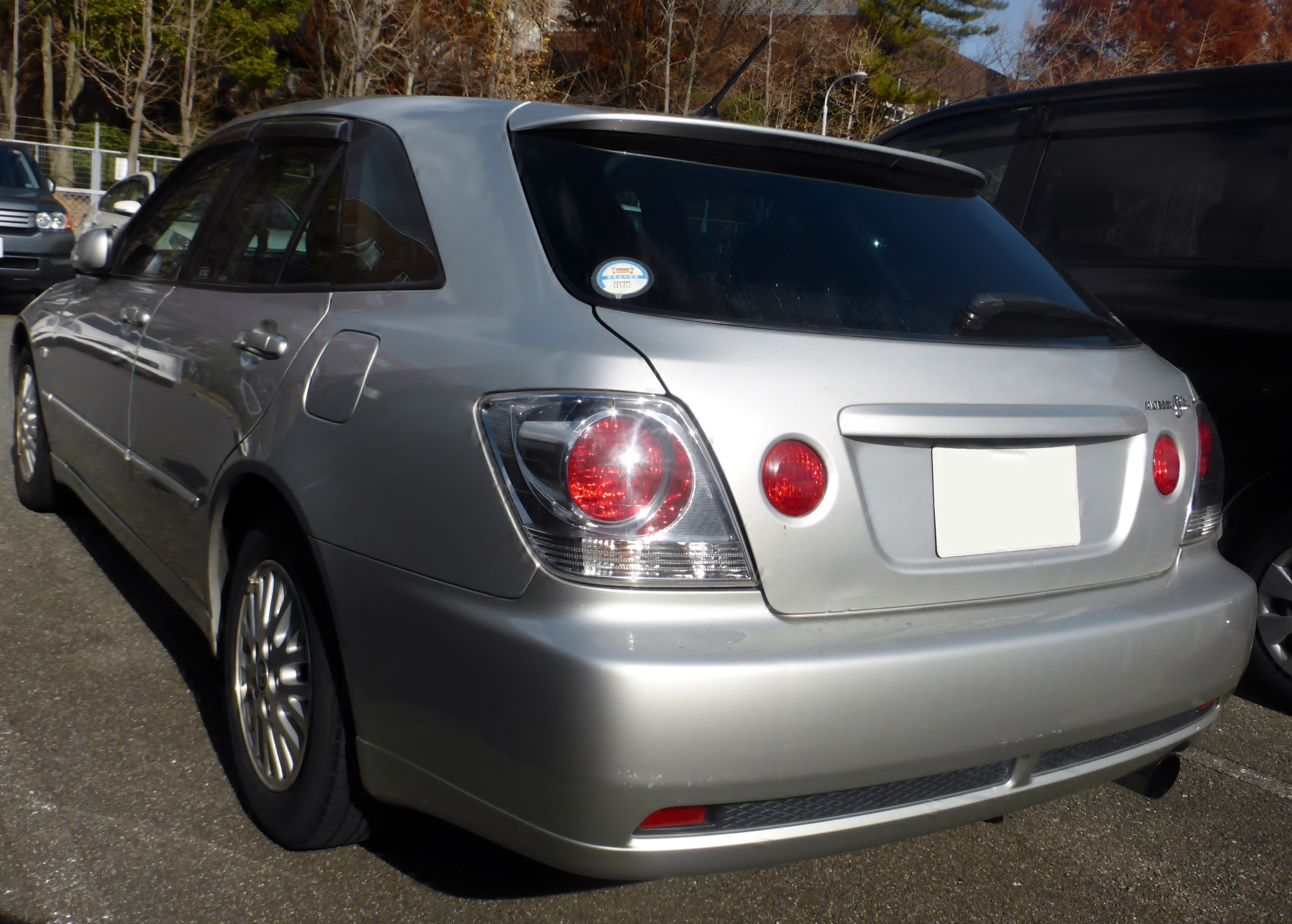
토요타 알테자 지타 후측면